# Messigny-et-Vantoux
Pour les articles homonymes, voir Vantoux.
Messigny-et-Vantoux est une commune française située dans le département de la Côte-d'Or, en région Bourgogne-Franche-Comté.

## Géographie

### Lieux-dits et écarts
- Vantoux-lès-Dijon

### Climat
Pour des articles plus généraux, voir Climat de la Bourgogne-Franche-Comté et Climat de la Côte-d'Or.
En 2010, le climat de la commune est de type climat océanique dégradé des plaines du Centre et du Nord, selon une étude du Centre national de la recherche scientifique s'appuyant sur une série de données couvrant la période 1971-2000. En 2020, Météo-France publie une typologie des climats de la France métropolitaine dans laquelle la commune est exposée à un climat océanique altéré et est dans la région climatique Bourgogne, vallée de la Saône, caractérisée par un bon ensoleillement (1 900 h/an), un été chaud (18,5 °C), un air sec au printemps et en été et des vents faibles.
Pour la période 1971-2000, la température annuelle moyenne est de 10,7 °C, avec une amplitude thermique annuelle de 17,1 °C. Le cumul annuel moyen de précipitations est de 839 mm, avec 12 jours de précipitations en janvier et 7,7 jours en juillet. Pour la période 1991-2020, la température moyenne annuelle observée sur la station météorologique de Météo-France la plus proche, « Dijon Toison », sur la commune de Dijon à 9 km à vol d'oiseau, est de 11,5 °C et le cumul annuel moyen de précipitations est de 771,8 mm,. Pour l'avenir, les paramètres climatiques de la commune estimés pour 2050 selon différents scénarios d'émission de gaz à effet de serre sont consultables sur un site dédié publié par Météo-France en novembre 2022.

## Urbanisme

### Typologie
Au 1er janvier 2024, Messigny-et-Vantoux est catégorisée bourg rural, selon la nouvelle grille communale de densité à 7 niveaux définie par l'Insee en 2022.
Elle est située hors unité urbaine. Par ailleurs la commune fait partie de l'aire d'attraction de Dijon, dont elle est une commune de la couronne,. Cette aire, qui regroupe 333 communes, est catégorisée dans les aires de 200 000 à moins de 700 000 habitants,.

### Occupation des sols
L'occupation des sols de la commune, telle qu'elle ressort de la base de données européenne d’occupation biophysique des sols Corine Land Cover (CLC), est marquée par l'importance des forêts et milieux semi-naturels (62 % en 2018), en diminution par rapport à 1990 (63,3 %). La répartition détaillée en 2018 est la suivante : forêts (58,7 %), terres arables (28,8 %), milieux à végétation arbustive et/ou herbacée (3,3 %), zones agricoles hétérogènes (3,2 %), prairies (3,1 %), zones urbanisées (3 %). L'évolution de l’occupation des sols de la commune et de ses infrastructures peut être observée sur les différentes représentations cartographiques du territoire : la carte de Cassini (XVIIIe siècle), la carte d'état-major (1820-1866) et les cartes ou photos aériennes de l'IGN pour la période actuelle (1950 à aujourd'hui).

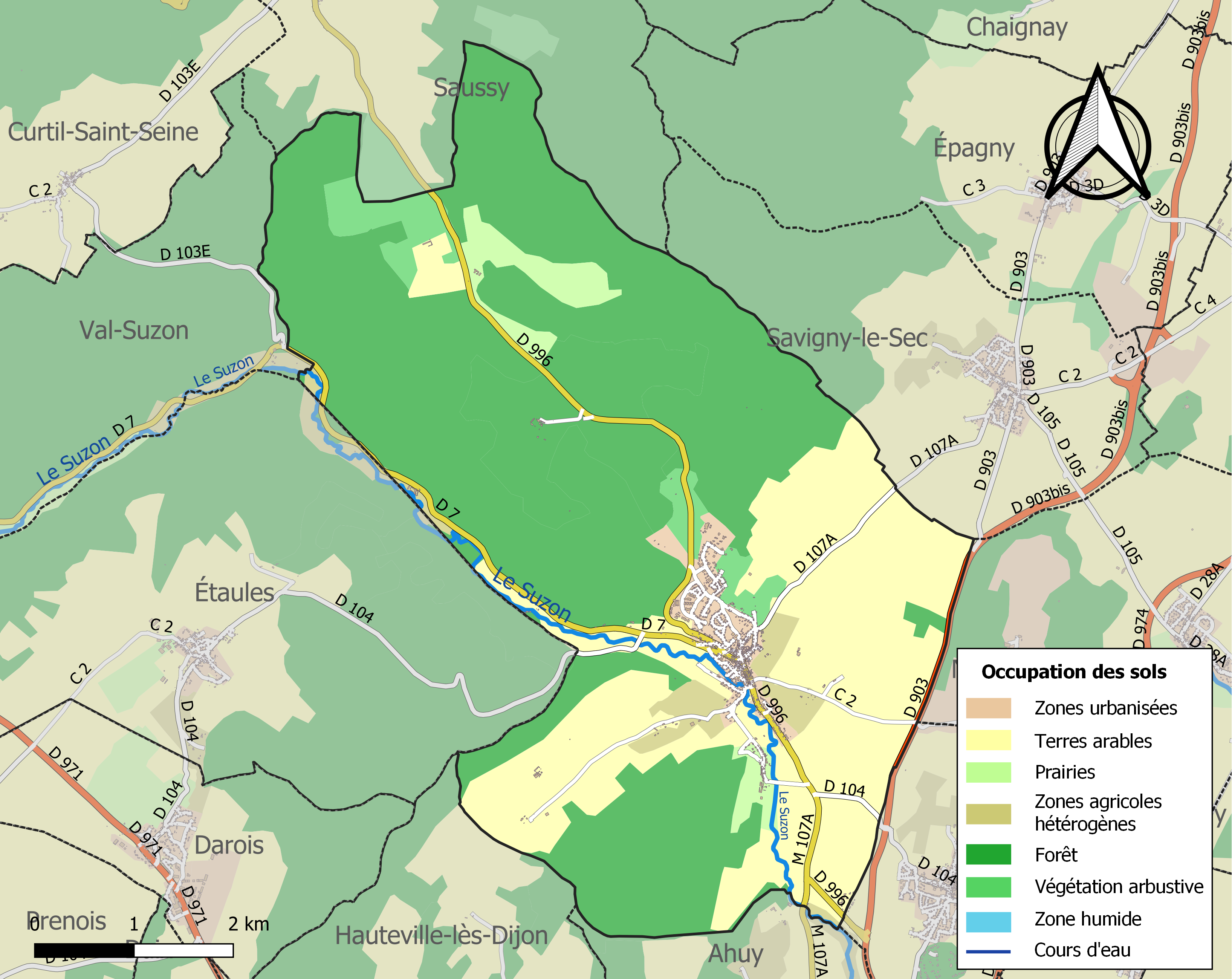
Carte des infrastructures et de l'occupation des sols de la commune en 2018 (CLC).

## Histoire

### Vestiges préhistoriques et antiques
Tumulus du bois de la Mansenne (1000 avant J-C). Oppidum de Roche Château occupée par les Celtes entre 1100 et 150 avant J-C. A Vantoux,huit sarcophages datant de l'époque gallo-romaine. Deux sarcophages Combe Belle Fille.

### Moyen Âge et Temps modernes
Messigny: en 869, l'abbaye Saint-Bénigne de Dijon était propriétaire de trois 'colonies'. Au XIIIe siècle, le chambrier de Saint-Bénigne est considéré comme le seigneur de Messigny. Sa résidence, la tour carrée au centre du village.
Sobriquet des habitants de Messigny : 'les méjou de coeu de beu' puis après la visite de Louis XIV en 1674, les 'gloriou' et lorsqu'ils en faisaient trop 'lé chie en lit'.
Le château de Vantoux est cité en 1330 sous Eudes de Saulx. Les ruines de cette maison-forte des comtes de Saulx est démolie en 1670 par Jean I de Berbisey et reconstruite dès 1699 par Jean II de Berbisey pour être achevé en 1704. Les dépendances protègent le mausolée de l'ancienne chapelle de ND de la Gissant.
Sobriquet des habitants de Vantoux sont appelés les coucous, population mouvante, éphémère au service du seigneur. Tels les coucous, ils changeaient de nids (coordonnées : 47° 23′ 37″ N, 5° 01′ 11″ E).

## Politique et administration

### Liste des maires
| Période                                  | Période      | Identité           | Étiquette | Qualité                    |
| ---------------------------------------- | ------------ | ------------------ | --------- | -------------------------- |
| Les données manquantes sont à compléter. |              |                    |           |                            |
| 1932                                     | janvier 1960 | Émile Montigny     |           | Marchand de vins           |
| vers 1970                                |              | Henri Paris        |           | Aviculteur                 |
| 1971                                     | 2008         | Henri Revol        |           | Ingénieur CEA, Sénateur    |
| mars 2008                                | mars 2014    | Jean-Pierre Potron |           |                            |
| mars 2014                                | juin 2020    | Vincent Leprêtre   |           | Agriculteur retraité       |
| juin 2020                                | En cours     | Françoise Gay      |           | Institutrice à la retraite |

## Démographie
L'évolution du nombre d'habitants est connue à travers les recensements de la population effectués dans la commune depuis 1793. Pour les communes de moins de 10 000 habitants, une enquête de recensement portant sur toute la population est réalisée tous les cinq ans, les populations de référence des années intermédiaires étant quant à elles estimées par interpolation ou extrapolation. Pour la commune, le premier recensement exhaustif entrant dans le cadre du nouveau dispositif a été réalisé en 2005.

En 2022, la commune comptait 1 694 habitants, en évolution de +1,8 % par rapport à 2016 (Côte-d'Or : +0,82 %, France hors Mayotte : +2,11 %).
| 1793 | 1800 | 1806 | 1821 | 1831 | 1836 | 1841 | 1846 | 1851 |
| ---- | ---- | ---- | ---- | ---- | ---- | ---- | ---- | ---- |
| 661  | 727  | 689  | 731  | 711  | 757  | 709  | 719  | 736  |

| 1856 | 1861 | 1866 | 1872 | 1876 | 1881 | 1886 | 1891 | 1896 |
| ---- | ---- | ---- | ---- | ---- | ---- | ---- | ---- | ---- |
| 712  | 658  | 638  | 589  | 655  | 569  | 587  | 560  | 529  |

| 1901 | 1906 | 1911 | 1921 | 1926 | 1931 | 1936 | 1946 | 1954 |
| ---- | ---- | ---- | ---- | ---- | ---- | ---- | ---- | ---- |
| 546  | 533  | 520  | 443  | 427  | 447  | 470  | 464  | 530  |

| 1962 | 1968 | 1975 | 1982 | 1990  | 1999  | 2005  | 2006  | 2010  |
| ---- | ---- | ---- | ---- | ----- | ----- | ----- | ----- | ----- |
| 479  | 533  | 767  | 924  | 1 070 | 1 254 | 1 387 | 1 456 | 1 574 |

| 2015  | 2020  | 2022  | - | - | - | - | - | - |
| ----- | ----- | ----- | - | - | - | - | - | - |
| 1 628 | 1 705 | 1 694 | - | - | - | - | - | - |

## Culture locale et patrimoine

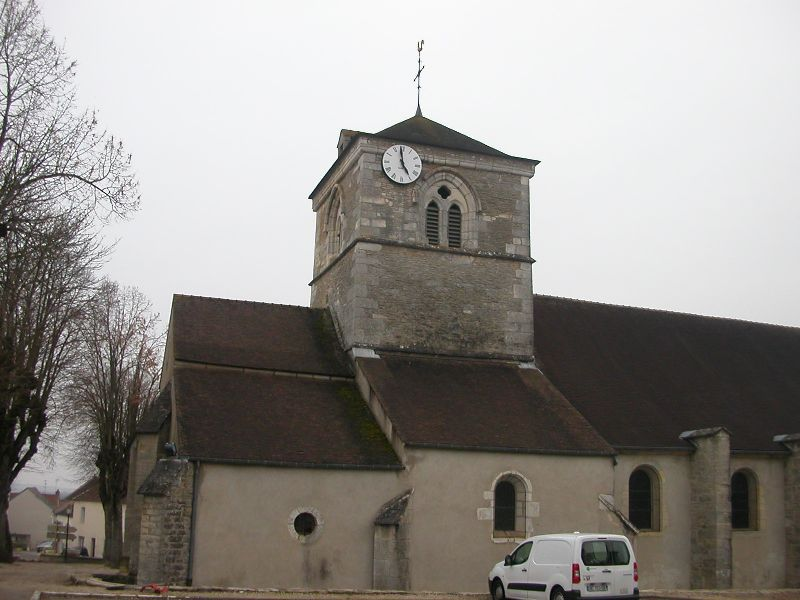
Église de Messigny.

### Lieux et monuments
Architecture civile
- Château de Vantoux, les premières traces d'un château datent de 1330 sous le comte Eudes de Saulx. En 1670, Jean I de Berbisey démolit ce qui restait de cette maison-forte tombée en ruines. C'est en 1699 que Jean Berbisey II, Premier Président du Parlement de Dijon lança les travaux de l'édifice terminé en 1704 que nous pouvons admirer de nos jours. Ce château du XVIIIe siècle est classé monument historique (10.3.1944 et 7.5.1945) Le nom de l'architecte Pierre Lambert et celui du jeune architecte Jacques Gabriel auteur des plans sont liés à ceux de Martin de Noinville et de Jules Hardouin Mansart sous la haute autorité desquels ils ont travaillé à Dijon (Palais des Etats et Place Royale). L'aménagement du parc du château est attribué à Le Nôtre. La 'glacière'est dans sa structure d'origine.Les impressionnantes dépendances datent de 1685, oeuvre sans doute de Jean I de Berbisey. Ses murs renferment la magnifique chapelle de Notre-Dame de la Gissant transférée vers 1685 de l'église Notre-Dame de Dijon. Sans enfants, de Berbisey légua en 1748 la seigneurie de Vantoux, le château et son hôtel particulier dijonnais à la charge de Premier Président du Parlement de Dijon, « pour en soutenir la dignité »[16].
- Huit sarcophages gallo-romains dans les bois du château (propriété privée). Deux sarcophages dans la combe Belle Fille.
- Pierre tombale de Girard de Saulx (1437), église.
- Pierre tombale d'Henri II de Saulx (1524), église.
- Maison seigneuriale (XVIe s.) no 3, Grande Rue.
- Chapelle de Notre-Dame de la Gissant, château à Vantoux.
- Ancien moulin à eau du Rosoir.
- Maison Humbert Lucot, écuyer, conseiller du Roi (1636) no 3, rue des Lavières.
- La maison du rebouteux Robert Albert à Vantoux no 23, rue du Château.(1656).
- Maison Pierre Joly, Trésorier Général de France construite en 1679 dite aussi Maison Claude Hoin (1750-1817) no 10, rue des Ecoles.
- Église de Messigny, son existence apparaît dès le IXe siècle. Vocable de St Vallier.
- Le Dieu de Pitié (1696), angle route de Norges.
- Ex-voto « la chasse de St Hubert » (1636) no 11,rue des Ecoles.
- La maison Chaussenot, inventeur d'un gaz d'éclairage, no 25, Grande Rue.
- Le lavoir dit « le temple de la Médisance » (1830) Rue du Moulin.
- La statue de l'Hercule (achetée en 1829), place de l'église.
- Le Monument Militaire (1870-1871), œuvre du sculpteur Courte. En mémoire de la 4e Brigade de l'Armée des Vosges. Place de l'Eglise.* Maison natale du commandant Henri Fremyet (1828), officier de Napoléon (ie), maire et bienfaiteur. no 1 rue des Lavières (plaque commémorative).
- Le moulin, au no 3 de la rue éponyme. Cette impressionnante bâtisse oeuvre du commandant Henri Fremyet en 1844, est construite sur les ruines du premier moulin daté de 1491. Moutarde Bornier en 1879, moutarde Clemencet en 1904, usine PALC (thé de Jouvence)en 1933, etc.
- Le jardin du 8 septembre 1944 (plaque commémorative), rue du Moulin.

Sites naturels protégés
- Les milieux forestiers, prairies et pelouses de la Haute vallée du Suzon sont classés Site d'importance communautaire Natura 2000.
- Une partie de la réserve naturelle régionale du Val-Suzon est sur le territoire de la commune.

### Personnalités liées à la commune
- Famille des comtes de Saulx (1034-1610) portant « D'azur au lion d'or grimpant, armé et lampassé de gueules ».
- Famille de Berbisey (1378-1756), noblesse de robe portant « D'azur à une brebis paîssante d'argent ». Certains descendants ayant ajouté « Un lambel d'or en chef pour brisure ».
- Famille Destourbet (1770-1958), noblesse de robe, diplomates, propriétaires terriens.
- Famille des comtes Le Gouz de Saint-Seine (1540-2...), noblesse de robe portant « De gueules à la croix endendrée d'or cautonnée de quatre fers de lance argent ».
- Famille d'Orges (1250-1725), noblesse de robe portant « D'azur au lion couronné d'or, armé et lampassé de gueules ».
- Famille Forneron (1725-1886), bourgeois, notaires, ecclésiastiques.
- Famille Savolle (1569-1725), bourgeois, bienfaiteur du village et de l'hôpital Saint-Louis des Français à Rome.
- Humbert Lucot (1636 ?), écuyer, conseiller du Roy portant « D'azur à une fasce d'or, surmontée d'un coq de même dont les pieds sont perdus derrière la fasce accompagnée en pointe d'un croissant d'argent ».
- François Fremiet, notaire royal en 1676 portant « D'argent à trois fourmis de sable, deux en chef une en pointe ».
- Pierre Joly (1642-1681), trésorier général de France portant « D'azur à un lys, à trois fleurs d'argent ».
- Albert Robert, rebouteux à Vantoux en 1656.
- Claude Hoin (1750- 1817), artiste peintre dijonnais.
- Volontaires ayant servi dans les armées de Napoléon Ier : Charles François (1769-1860), capitaine, Légion d'Honneur. Fremiet Pierre (1768-1826), lieutenant. Fremiet François (1778-1826), Maréchal des Logis, Légion d'Honneur. Grapin Bernard (1773-1809), capitaine, Légion d'Honneur. Lambry François (1771-1841), lieutenant. Michel Louis (1771-1796), sous-lieutenant.
- Henri Fremiet dit 'commandant Fremiet' (1780-1859), officier de Napoléon Ier, érudit, bienfaiteur de la commune, maire de 1826 à 1830.
- Henri Chaussenot inventeur d'un gaz de résine en 1828.
- Jacques Tortochot, inventeur en 1858 d'une horloge astronomique, imitation de celle de la cathédrale de Strasbourg.
- Jean-Baptiste Forneron (1797-1886), proviseur du lycée Louis-le-Grand, recteur d'Académie.
- Bernard Javelle (1832-1897), érudit, ecclésiastique.
- Denis Bornier, créateur et fabricant de la moutarde éponyme en 1879.
- Albert Vincent Chapuis, érudit, maire de 1919 à 1924.
- Henri Carteret, pharmacien, fondateur du Laboratoire PALC.
- Émile Montigny (1880-1960), bienfaiteur, maire de 1932-1960.
- Louis Jean dit 'Emile' Galland (1881-1951), musicien auteur de la 'Sonnerie aux morts'.
- Henri Revol (1936-2...), sénateur, maire de 1971 à 2008.

### Héraldique
| Blason de Messigny-et-Vantoux | Blason  | Coupé : au 1er d'azur au lion issant de la partition d'or, armé, lampassé et allumé de gueules, au 2e du même au donjon d'argent, à la devise ondée aussi d'argent brochant sur la partition. |
| Blason de Messigny-et-Vantoux | Détails | Le lion d'azur au lion d'or et lampassé de gueules est le blason des comtes de Saulx-Vantoux. La tour représente l'abbaye de Saint-Bénigne de Dijon dont le chambrier était considéré comme le seigneur de Messigny dès le XIIIe siècle. La rivière séparant les deux parties est Suzon pour les puristes et non « le Suzon ». De gueules sous la tour indique que saint Bernard donna au fils du roi, le jour de ses noces, une hermine parée de peaux de couleur rouge. Le statut officiel du blason reste à déterminer. |

### Jumelages
La commune est jumelée avec Harxheim commune allemande de l'arrondissement de Mayence-Bingen, dans la région de Hesse-rhénane en Rhénanie-Palatinat (Allemagne)  (1982).